# Павловське (Казахстан)
Па́вловське (каз. Павлов) — село у складі Карасуського району Костанайської області Казахстану. Входить до складу Жамбильського сільського округу.
Населення — 498 осіб (2021; 843 у 2009, 906 у 1999, 1247 у 1989).